# Región de Dar es-Salam
Dar es-Salam es una de las treintaiuna regiones administrativas en las que se encuentra dividida la República Unida de Tanzania. Su capital es la ciudad de Dar es-Salam.

## Distritos

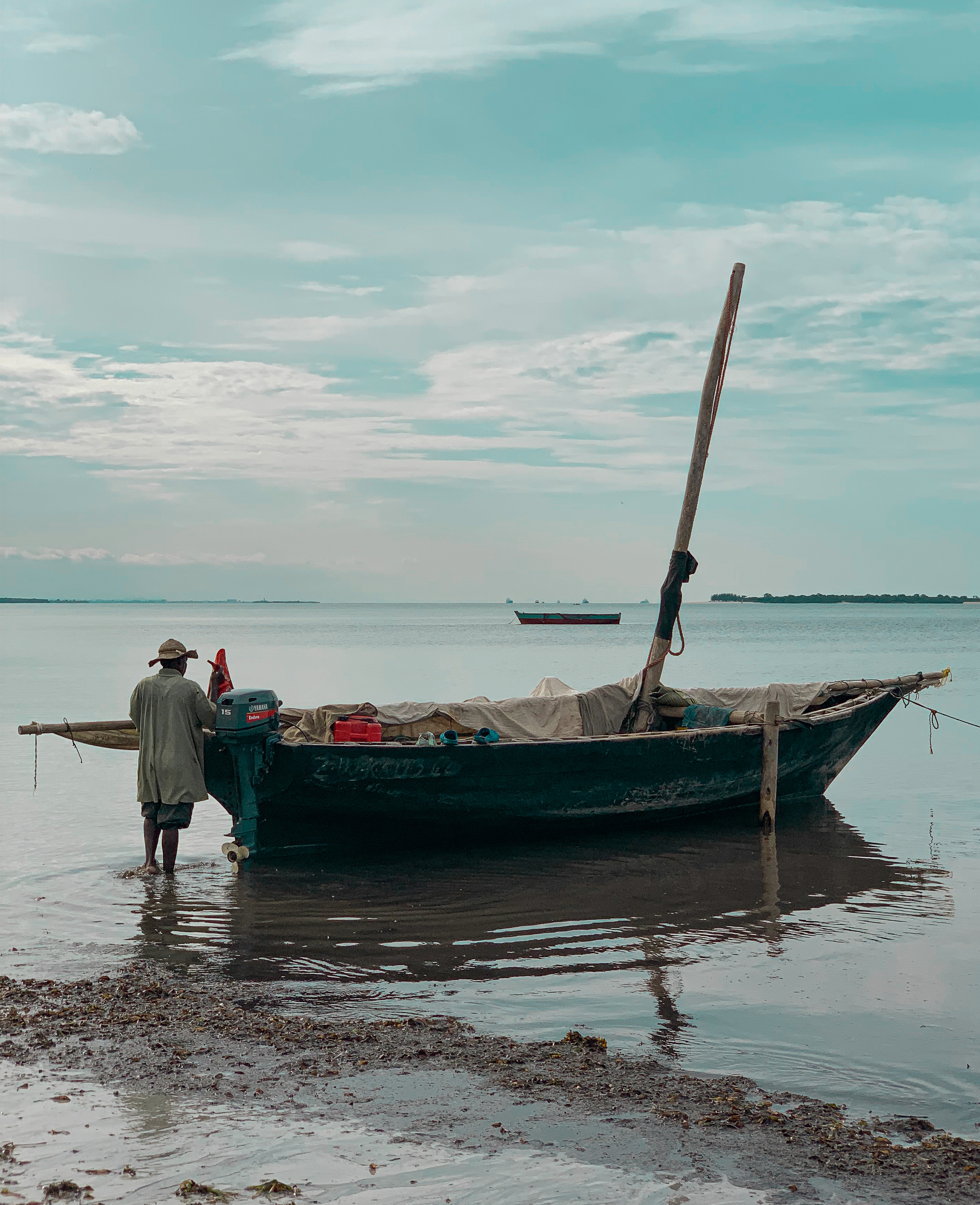
Pescador preparando su barco

Esta región se encuentra subdividida internamente en tan solo tres de distritos: Ilala,  Kinondoni y Temeke.

## Territorio y población
La región de Dar es-Salam tiene una superficie de 1.393 kilómetros cuadrados y su población era de 5.383.728 personas en 2022. La densidad poblacional es de 3.864,8 habitantes por kilómetro cuadrado.